# Jeungsan-myeon
Jeungsan-myeon (koreanska: 증산면) är en socken i den centrala delen av Sydkorea, 210 km sydost om huvudstaden Seoul. Den ligger i kommunen Gimcheon i provinsen Norra Gyeongsang. 